# كازوكو

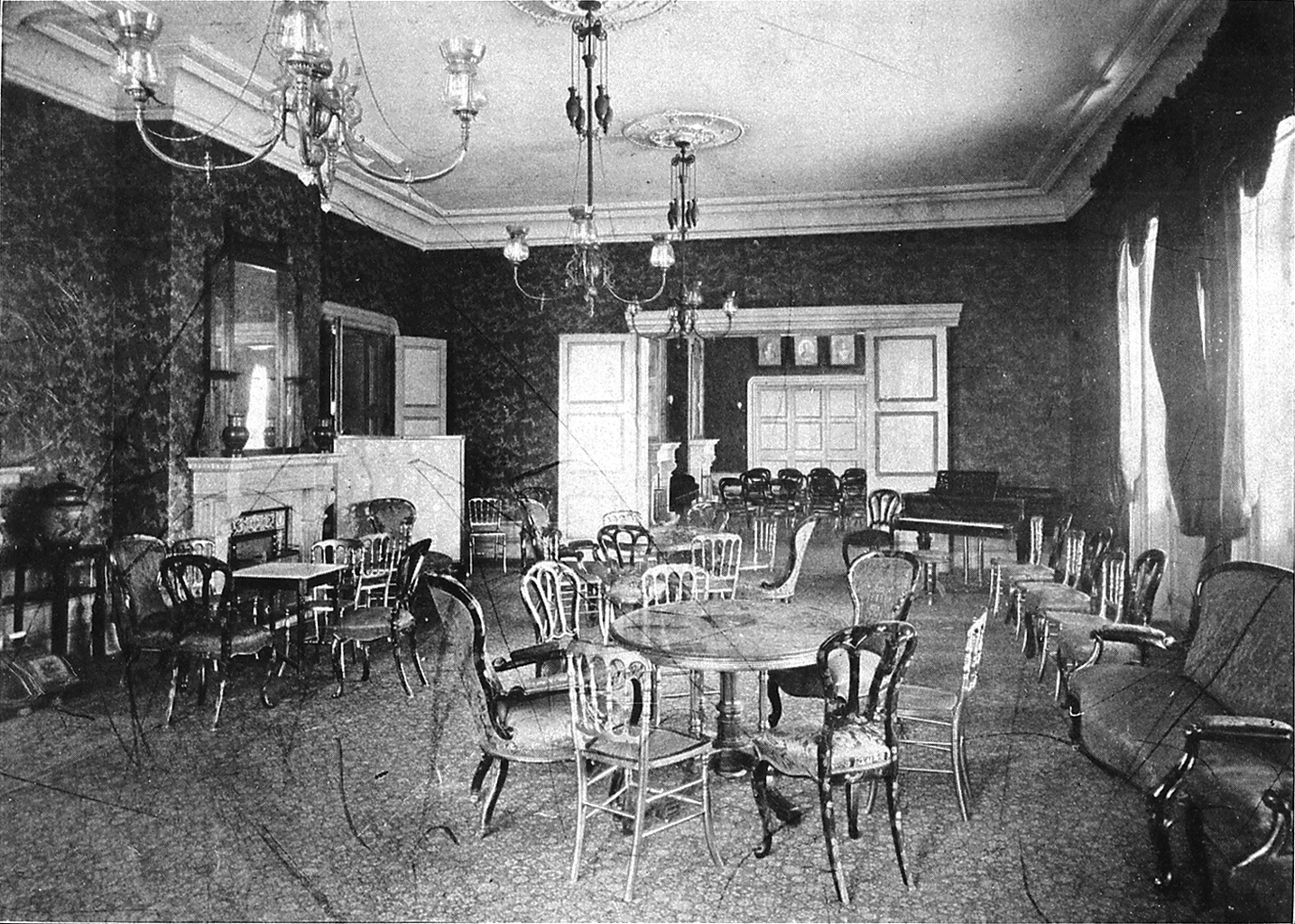
منظر لأحد غرف نادي نبلاء الكازوكو في طوكيو عام 1912.

كازوكو (باليابانية: 華族) وتعني حرفيا «العائلات الراقية» كانت طبقة طبقة النبلاء في إمبراطورية اليابان والتي استمرت في الفترة بين عامي 1869 حتى 1947. ظهرت هذه الطبقة بعد حدوث استعراش ميجي وعودة نظام النبالة التابعة للإمبراطور للظهور من جديد، ومن كان على رأس الوزارات السبعة الجديدة في حكومة ميجي هم من هذه الطبقة. تتكون درجات النبالة من خمس مراتب بشكل مشابه لنظام النبالة في بريطانيا.

## تاريخ النشأة

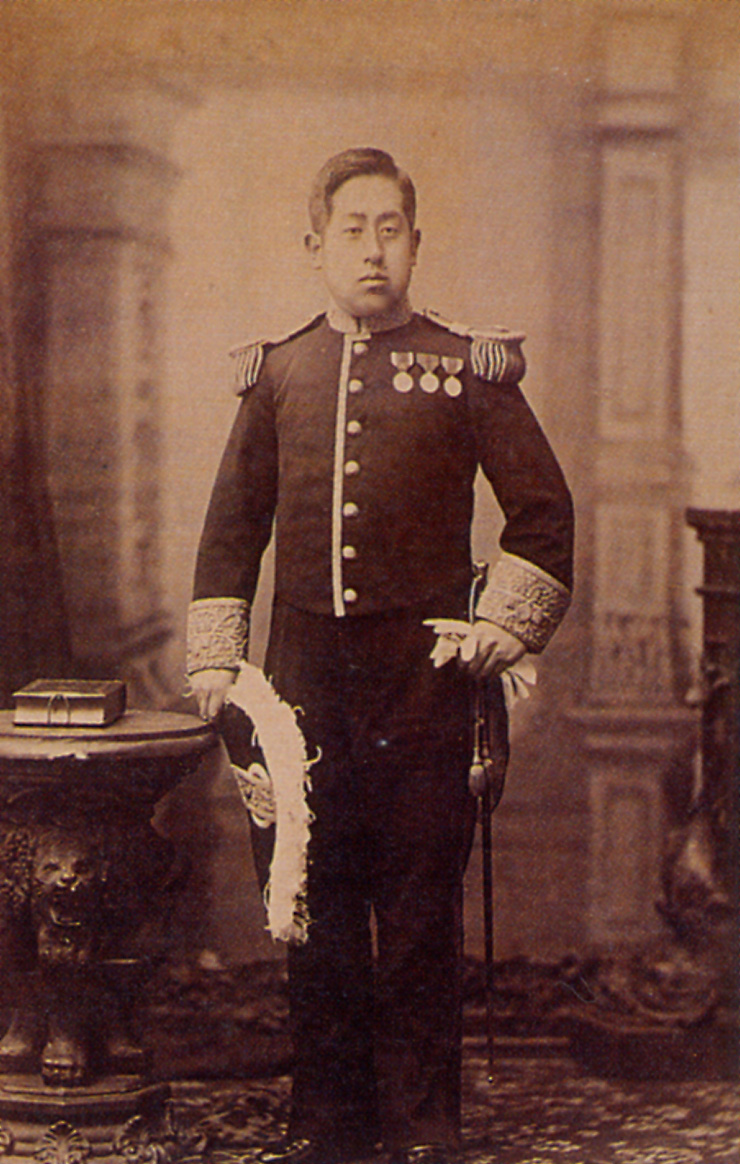
توكوغاوا إيساتو

بعد اصلاح ميجي سنة 1868، استعادت طبقة نبلاء كيوتو القديمة الملقبة بـ «كوغي» Kuge Kuge|Kuge|Kuge بعضا من مكانتها المفقودة ولعب العديد من أعضاء هذه الطبقة (إواكورا تومومي وناكاياما تادايَسو) دورا حاسما في الإطاحة بحكومة توكوغاوا، وتم تعيين (الكوغي) لرئاسة كل الأقسام الادارية السبعة بعد إنشاء حكومة ميجي المبكرة.
دُمج أوليغارشيو الميجي الكوغي مع الأسياد الاقطاعيين السابقين (داي-ميو داي-ميو). وشكلوا طبقة أرستقراطية موسعة في 25 يوليو 1869 تبعا للاصلاحات الغربية التي تبنوها. وللتمييز بين طبقة الكوغي والدايميو المندمجتين وبين باقي الطبقات الاجتماعية كطبقة شيزوكو (Shizoku) أو طبقة الساموراي أو المحاربين أو طبقة الهيمينين (Heiminin) (العوام أو الفلاحين) قام إتو هيروبومي بتعيين مهام هذه الطبقة الأرستقراطية التي تخدم كحصن سياسي واجتماعي للإمبراطور وللدستور الإمبراطوري الياباني. وتتشكل هذه الطبقة بعد اندماجها من 427 عائلة نبيلة.

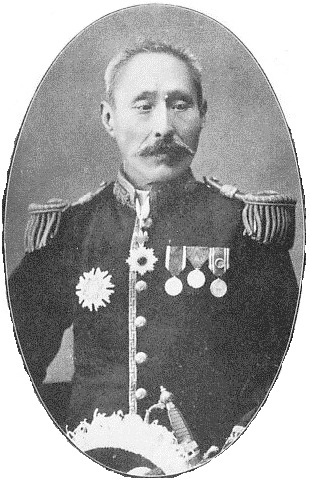
ميتشيتسوني كوغا 01